# Perissa couturieri
Perissa couturieri är en tvåvingeart som beskrevs av Ronald Henry Lambert Disney 1980. Perissa couturieri ingår i släktet Perissa och familjen puckelflugor.
Artens utbredningsområde är Senegal. Inga underarter finns listade i Catalogue of Life.